# Rivière Paconsigane
La rivière Paconsigane est un affluent du lac Kempt lequel constitue le lac de tête de la rivière Manouane, coulant du côté ouest de la rivière Saint-Maurice, en Haute-Mauricie, au Québec, au Canada. Ce cours d’eau traverse le canton de Drouin dans le territoire de La Tuque en Mauricie et Baie-Obaoca  de la Matawinie dans Lanaudière.
Ce cours d'eau fait partie du bassin versant de la rivière Saint-Maurice laquelle se déverse à Trois-Rivières sur la rive nord du fleuve Saint-Laurent.
L’activité économique du bassin versant de la rivière Paconsigane est la foresterie. Le cours de la rivière coule entièrement en zones forestières. La surface de la rivière est généralement gelée du début de décembre jusqu’au début d’avril.

## Géographie
La rivière Paconsigane prend sa source à l’embouchure d’un lac sans nom (longueur : 0,6 km ; altitude : 516 m) dans le canton de Drouin. L’embouchure de ce lac est située à 19,7 km au nord de la confluence de la rivière Paconsigane et à 129 km au nord-ouest du centre-ville de La Tuque.
À partir du lac de tête, la rivière Paconsigane coule sur 27,7 km, selon les segments suivants :
Cours supérieur de la rivière Paconsigane (segment de 9,6 km)
- 4,1 km vers le sud dans le canton de Drouin, en traversant sur leur pleine longueur deux lacs dont le premier est le lac Paconsigane (longueur : 0,4 km ; altitude : 526 m) et le deuxième est le lac Ward (longueur : 1,5 km ; altitude : 502 m), jusqu’à la limite du territoire non organisé de Baie-Obaoca ;
- 0,5 km vers le sud dans le territoire non organisé de Baie-Obaoca, jusqu’à la décharge du lac du Tabac (venant de l’ouest) ;
- 4,2 km vers le sud-est en recueillant les eaux de la décharge du lac Bruisson (venant du sud-ouest), jusqu’à la décharge du lac Colombe (venant du nord-est) ;
- 0,8 km vers le sud-ouest dans le territoire non organisé de Baie-Obaoca, jusqu’à la décharge (venant du nord-est) des lacs Saint-Maurice, Champlain et Line ;

Cours supérieur de la rivière Paconsigane (segment de 18,1 km)
- 0,8 km vers le sud en suivant le pied d’une montagne dont un sommet atteint 527 km, jusqu’au ruisseau Murray (venant de l’ouest) ;
- 4,4 km vers le sud-est, jusqu’à la décharge du lac de l’Écorce de Bouleau (venant du sud-ouest) ;
- 6,9 km vers le sud-est, en serpentant en fin de segment, jusqu’à la décharge du lac Pail (venant du sud-est) ;
- 3,1 km (ou 1,4 km en ligne directe) vers le sud en serpentant dans une zone de marais, jusqu’à la décharge d’un lac sans nom (venant du sud-est) ;
- 2,9 km vers le sud-ouest (segment formé par un élargissement de la rivière), jusqu’à la confluence de la rivière[2].

La rivière Paconsigane se déverse dans le territoire non de la Baie-Obaoca, sur la rive nord de la Baie Obaoca du lac Kempt. Cette confluence est située face à une presqu’île s’avançant sur 7,5 km vers le nord.
La confluence de la rivière Paconsigane est située à :
- 10,1 km à l’ouest de l’embouchure du lac Kempt situé au fond de la baie Gavin ;
- 38,4 km au nord du centre du village de Manawan ;
- 119 km à l’ouest du centre-ville de La Tuque.

## Toponymie
Le nom Paconsigane d'origine amérindienne se réfère au lac et à la rivière.
Le toponyme rivière Paconsigane a été officialisé le 5 décembre 1968 à la Commission de toponymie du Québec.